# Clemens Pig

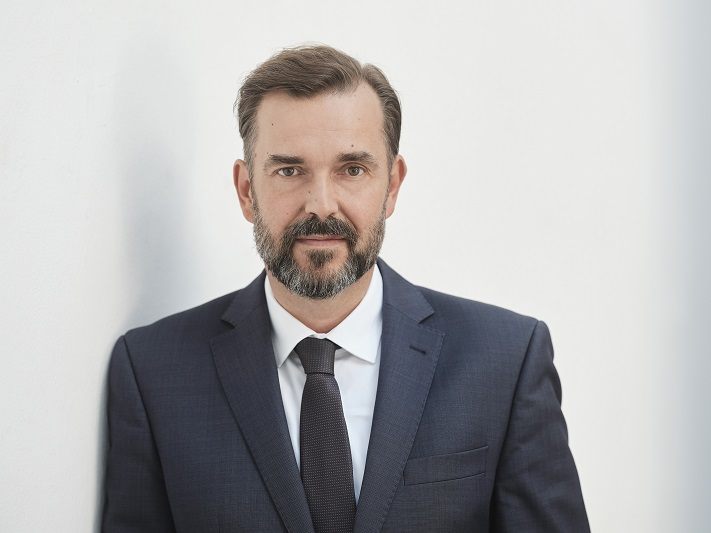
Clemens Pig, 2023

Clemens Pig (* 6. Juli 1974 in Innsbruck) ist ein österreichischer Medienmanager. Er ist geschäftsführender Vorstand der APA – Austria Presse Agentur eG. Zudem ist er Vizepräsident des Verwaltungsrates der Schweizer Nachrichtenagenturgruppe Keystone-SDA (Bern) und seit Mai 2025 erneut Vizepräsident des Österreichischen Genossenschaftsverbandes (ÖGV).
Davor hat er als Mitgründer und geschäftsführender Gesellschafter die MediaWatch – Institut für Medienanalysen GmbH zum österreichischen Marktführer aufgebaut.

## Werdegang
Pig besuchte das Franziskanergymnasium in Hall in Tirol, an dem er 1992 maturierte. Danach absolvierte er das Diplomstudium der Politikwissenschaft an der Leopold-Franzens-Universität Innsbruck, das er im Jahr 2000 mit der Diplomarbeit zum Thema „Mediale Positionierungen von Spitzenpolitikern“ abschloss. 2012 promovierte Pig mit seiner Doktorarbeit „Politische Kommunikation im Digitalisierungs- und Transformationsprozess der Medien in Österreich und im internationalen Vergleich“.
Während des Studiums der Politikwissenschaft engagierte sich Pig im Forschungsprojekt „mediawatch“, das den EU-Wahlkampf 1996 in Nachrichtensendungen des ORF analysierte. Dabei wurden die Sendezeiten für Parteichefs und Spitzenkandidaten sekundengenau gemessen und festgestellt, ob diese thematisch oder visuell präsent sind bzw. ob sie sich zu Wahlkampfthemen äußern. Die Ergebnisse dieser in Österreich neuartigen Methode der Vermessung politischer Kommunikation wurden von Medien und Parteien bezogen, die auch Interesse an weiteren Analysen bekundeten. Gemeinsam mit dem Universitäts-Assistenten Günther Pallaver und zwei Studienkollegen gründete Pig als geschäftsführender Gesellschafter noch im selben Jahr das Unternehmen MediaWatch – Institut für Medienanalysen GmbH. Seit Juli 1997 erstellt MediaWatch für die Tageszeitung Der Standard wöchentlich Analysen zur Präsenz von Politikern und zu dominierenden Themen in den ORF Hauptnachrichtensendungen. In weiterer Folge wurden die Analysen auch auf Printmedien und Radiosendungen ausgeweitet. Dadurch konnte erstmals am österreichischen Markt ein umfassendes Kommunikations-Controlling, basierend auf wissenschaftlichen Methoden, angeboten werden, das die Wirkung von PR-Maßnahmen erfassbar macht. In den folgenden Jahren entwickelte sich MediaWatch zum österreichweiten Marktführer im Bereich der quantitativen und qualitativen Medienanalysen.
2001 wurde MediaWatch zu 75 Prozent durch die APA – Austria Presse Agentur erworben. 2008 wechselte Pig von Innsbruck in die Geschäftsleitung der APA nach Wien und war zunächst als Bereichsleiter Marketing und Verkauf sowie als Geschäftsführer des Tochterunternehmens APA-DeFacto Datenbank & Contentmanagement GmbH tätig. 2014 wurde Pig zum Geschäftsführer der APA-Gruppe bestellt. Zudem wurde Pig Mitglied des Verwaltungsrates der Keystone AG in Zürich und ist als Gastvortragender an den Universitäten Wien und Innsbruck tätig.
2016 wurde Pig zum Vorsitzenden der Geschäftsführung und geschäftsführenden Vorstand der APA-Unternehmensgruppe sowie zum Präsidenten des Verwaltungsrates der Keystone AG bestellt. Nach wie vor ist Pig Mitglied des Wissenschaftlichen Beirats des MediaWatch-Instituts. In den folgenden Monaten initiierte Pig einen Change-Prozess für die gesamte APA, um diese verstärkt in Richtung News-Tech-Agentur zu entwickeln. Dazu wurde auf Initiative Pigs unter anderem das APA-medialab, eine Unit für digitale Innovation, spezialisiert auf Trendmonitoring und Prototyping neuer Medien- und Kommunikationslösungen, ins Leben gerufen, die mit 1. Jänner 2017 ihren Betrieb aufnahm. Zudem wurde im Zuge des anhaltenden Digitalisierungsschubs das APA-Pressezentrum als multimediale Event-Location für digitale, hybride und analoge Veranstaltungen und Pressekonferenzen geschaffen. Pig war maßgeblich an der Entwicklung von medienübergreifenden Lösungen wie dem Austria-Kiosk, einem digitalen Zeitungsstand, und der Austria Videoplattform, einer Austauschplattform für redaktionellen Video-Content, beteiligt, die beide von der APA betrieben werden. Auch die gemeinsame Login-Lösung zu registrierungspflichtigen Inhalten österreichischer Medien – MediaKey – trieb Pig maßgeblich voran, im Projekt fungiert die APA als technischer Provider und neutrale Plattform der Medien.
2017 initiierte Pig auch die Beteiligung der APA am internationalen Start-up-Cluster „next media accelerator“. Um die solide wirtschaftliche Basis weiter zu verbreitern, erfolgte mit den Neugründungen der Technologie-Tochterunternehmen „Swiss Digital Media Services AG“ und „Gentics Software AG“ 2022 ein weiterer Internationalisierungsschritt der APA-Gruppe in die Schweiz. 2017 bis 2019 war Pig Vorstandsmitglied der EANA – European Alliance of News Agencies, 2018 Mitglied im Board of Directors von MINDS International, dem globalen Netzwerk von Nachrichtenagenturen. Seit Jänner 2019 ist er Präsident der Gruppe 39, der weltweit ältesten Vereinigung unabhängiger Nachrichtenagenturen. Unter Pigs Präsidentschaft wurden die dpa Deutsche Presse-Agentur und die britische Nachrichtenagentur PA Media als neue Mitglieder in die Gruppe 39 aufgenommen. Mit der Fusion der Schweizerischen Depeschenagentur (sda) mit der Bildagentur Keystone wurde die APA 2018 infolge eines Beteiligungstausches zum größten Aktionär und zum strategischen Technologie-Partner der neuen Gesellschaft KEYSTONE-SDA-ATS AG und ist seither mit 30 Prozent beteiligt. Im Zuge dessen wurde Clemens Pig in den Verwaltungsrat der KEYSTONE-SDA-ATS AG berufen und übernahm die Funktion des Vizepräsidenten. Von Oktober 2021 bis September 2023 war Pig Präsident der Europäischen Nachrichtenagentur-Allianz EANA, seit Mai 2025 ist er erneut Vizepräsident des Österreichischen Genossenschaftsverbandes (ÖGV).

## Forschungsschwerpunkte
In seiner wissenschaftlichen Arbeit beschäftigt sich Pig einerseits mit der Analyse redaktioneller Wahlkampfberichterstattung und beleuchtet dabei unterschiedliche Aspekte wie Personalisierung, konfrontative Negativität, Entpolitisierung und De-Thematisierung, Journalistenzentrierung und journalistische Interpretativität sowie Dramatisierung und Dynamisierung. Andererseits widmet er sich der Forschung um die Einflussfaktoren des Medienwandels auf Theorie und Praxis der politischen Kommunikation und redaktionellen Politikvermittlung. Dabei untersucht er, inwiefern die politische Mobilisierungskraft von traditionellen Massenmedien vor dem Hintergrund des anhaltenden Bedeutungsgewinns von Online-Medien und sozialen Netzwerken einem Veränderungsprozess unterworfen ist, wie sich die Verlagerung von Reichweiten sowie der damit einhergehende Wettbewerb um digitale Werbeerlöse auswirken und ob dadurch die Funktion der traditionellen Massenmedien, Öffentlichkeit für den politischen Diskurs herzustellen, beeinflusst wird. In diesem Zusammenhang untersucht Pig auch die Wirkung von Diversifikation und digitaler Disruption in der Medienlandschaft auf das etablierte Konzept der journalistischen Selektionsprozesse von politischen Ereignissen bzw. Nachrichten und beleuchtet wie sich die Wirkungskonzepte von Agenda-Setting und Framing verändern. Aufbauend auf seinen empirischen Analysen erarbeitet er Handlungsmöglichkeiten für Journalismus und die Praxis politischer Public Relations.

## Veröffentlichungen
- mit Günther Pallaver (2003). Medienzentrierter Wahlkampf. Themen und Kandidaten in der Wahlkampfberichterstattung 2002. In Plasser, Fritz und Peter A. Ulram (Hg.). Wahlverhalten in Bewegung. Analysen zur Nationalratswahl 2002, Wien, 55–97.
- mit Günther Lengauer und Günther Pallaver (2004a). Redaktionelle Politikvermittlung in der Mediendemokratie. In Plasser, Fritz (Hg.). Politische Kommunikation in Österreich. Ein praxisnahes Handbuch, Wien, 149–237.
- mit Hannes Vorhofer (2004b). Medien und Politik. In Karlhofer, Ferdinand und Anton Pelinka (Hg.) (2004). Politik in Tirol, Innsbruck, 277–309.
- mit Günther Lengauer und Günther Pallaver (2007). Redaktionelle Politikvermittlung in österreichischen Wahlkämpfen 1999–2006. In Plasser, Fritz und Peter A. Ulram (Hg.). Wechselwahlen. Analysen zur Nationalratswahl 2006, Wien, 103–155.
- mit Hannes Vorhofer und Iris Höller (2009a). Der Wahlkampf im Spiegel der Medienberichterstattung. In Karlhofer, Ferdinand und Günther Pallaver (Hg.). Politik in Tirol. Jahrbuch 2009, Innsbruck, 43–65.
- mit Iris Höller und Hannes Vorhofer (2009b). Die Tiroler Landtagswahlkämpfe in den Medien. Eine Inhaltsanalyse der Wahlkampfberichterstattung in Nord- und Südtirol. In Hämmerle, Kathrin und Peter Plaikner (Hg.). Tiroler Jahrbuch für Politik 2008/2009, Wien, 151–169.
- Einflussfaktoren des Medienwandels auf Theorie und Praxis der politischen Kommunikation (2013). In Karlhofer, Ferdinand, Sven Jeschke und Günther Pallaver (Hg.). Medienzentrierte Demokratien: Befunde, Trends, Perspektiven, Wien, 17–35.
- A practitioner’s view. The Good old Cooperative as an Innovation Model (2017). In Kaltenbrunner, Andy, Matthias Karmasin und Daniela Kraus (Hg.). Journalism Report V. Innovation and Transition, Wien, 162–170.
- Shared Economy – Genossenschaftliches Innovationsmanagement als Role Model in der Digitalökonomie. Über den Weg der viertältesten Nachrichtenagentur der Welt zum digitalen Informationsdienstleister (2017). In: Medienhandbuch Österreich 2017. hrsg. vom Verband Österreichischer Zeitungen, Wien, 206–212.
- Wachstumsmärkte für Nachrichtenagenturen. Medientechnologie als neues Geschäftsfeld der APA-Gruppe im D-A-CH-Raum (2018). In: Medienhandbuch Österreich 2018. hrsg. vom Verband Österreichischer Zeitungen, Wien, 198–203.
- Hidden Champions im Nachrichtengeschäft. Unabhängige Nachrichtenagenturen – Motor für eine freie Presse und Innovationsplattform für die Medien- und Kommunikationsindustrie (2019). In: Vereinigung der unabhängigen Nachrichtenagenturen Europas 1939–2019 (Festschrift), Wien, 4–15.
- APA – Vom Weg in die Unabhängigkeit bis zu Automated Content: Unabhängige Nachrichtenagenturen als Motor für eine freie Presse und Innovationsplattform für die Medien- und Kommunikationsindustrie (2020). In: Medienhandbuch Österreich 2020. hrsg. vom Verband Österreichischer Zeitungen, Wien, 64–75.
- Unabhängige Nachrichtenagenturen in Europa (2020). In Theo Hug, Andreas Maurer, Thomas Walli (Hg.). Crossing Borders – Passaggi di confine – Grenzgänge: Festschrift für Günther Pallaver. Innsbruck University Press, Innsbruck, 253–267.
- Democracy Dies In Darkness. Warum freie Nachrichtenagenturen in Europa gefordert sind wie nie (2022). In: Medienhandbuch Österreich 2022. hrsg. vom Verband Österreichischer Zeitungen, Wien, 23-30
- Democracy Dies in Darkness. Fake News, Big Tech, AI: Hat die Wa(h)re Nachricht eine Zukunft? (2023). Christian Brandstätter Verlag, Wien.[27]

## Auszeichnungen
- Wissenschaftspreis für Public Relations 2013 (Kategorie Dissertationen), verliehen durch Bundesminister Karl-Heinz Töchterle und den Public Relations Verband Austria (PRVA)[28]
- Medienmanager des Jahres (2018), vergeben vom Branchenmagazin „Der österreichische Journalist“[29]
- Kommunikator des Jahres (2021), vergeben vom Branchenmagazin „extradienst“
- Kommunikator des Jahres (2023), vergeben vom Branchenmagazin „extradienst“
- 2023: Tiroler des Jahres[30]